# Das Technologiedefizit der Erziehung und die Pädagogik
Das Technologiedefizit der Erziehung und die Pädagogik ist ein Beitrag von Niklas Luhmann und Karl Eberhard Schorr aus dem Jahre 1982 [1979], erschienen im Buch „Zwischen Technologie und Selbstreferenz. Fragen an die Pädagogik“, herausgegeben ebenfalls von Luhmann und Schorr. Thema des Textes ist das häufig nur verkürzt genannte „Technologiedefizit“. Gemeint ist damit das Fehlen eines linearen Kausalzusammenhangs von Ursache und Wirkung in der Erziehung, das grundlegend ist für jedwedes pädagogisches Handeln.

## Zu den Autoren und zur Perspektive
Niklas Luhmann, Soziologe (mitunter als „der größte Soziologe der Nachkriegszeit“ bezeichnet) und Systemtheoretiker, beschäftigte sich bereits in den 1960er Jahren mit Parsons Systemtheorie und entwickelte daraus seine soziologische Systemtheorie. 1984 – zwei Jahre nach dem hier behandelten Beitrag – erschien eines seiner Hauptwerke unter dem Namen „Soziale Systeme“. Luhmann unterscheidet darin zwischen verschiedenen (Teil-)Systemen sowie zwischen System und Umwelt. Diese Perspektive auf die Pädagogik bzw. Erziehung als System ist eine wichtige Grundannahme, die es innerhalb der Auseinandersetzung mit dem Technologieproblem zu beachten gilt, verweist sie doch auf verschiedene Setzungen, Differenzierungen und Konsequenzen in der Deutung. Karl Eberhard Schorr, Erziehungswissenschaftler, dürfte eine ähnliche Perspektive eingenommen haben, dies lässt sich zumindest vermuten, eine genaue Abgrenzung von Niklas Luhmann ist jedenfalls schwierig auszumachen – eine differenzierte Zuordnung allerdings ebenfalls.

## Inhalt
Grob zusammenfassend behandelt der Text von Luhmann und Schorr das grundsätzliche Technologieproblem/-defizit in der Pädagogik, beschreibt die Konsequenzen, die daraus resultieren, und formuliert skizzenhaft einen Ansatz möglicher Technologieersatztheorien, welche mit bestimmten Kausalplänen arbeiten, die unterschiedlichen Ebenen des Bezugssystems Unterricht mitdenken und letztendlich dem Umstand einer fehlenden Kausalität von Handeln und Wirkung Rechnung tragen (müssen).
Im ersten Teil des Textes wird darauf verwiesen, dass pädagogisches Handeln nicht eindeutig unter Kausalgesetze subsumiert werden kann, da es zu vielschichtig und komplex ist. Dies liegt am Problem des Verhältnisses von Kausalität (Beziehung zwischen Ursache und Wirkung), Rationalität (absichtliches, bewusstes, zielorientiertes, vernünftiges Handeln) und Selbstreferenz (auf sich selbst beziehend), das für die Pädagogik zentral und anscheinend nicht lösbar ist (vgl. Luhmann/Schorr 1982, S. 11ff.). Das Erziehungssystem – so die These der Autoren – ist demnach strukturell durch ein Technologiedefizit geprägt (vgl. ebd. S. 14). „Daraus ergab sich die Frage, wie Organisationen, die mit dem Auftrag der Personenveränderung doch auch Verantwortung für richtiges, erfolgsorientiertes Verhalten übernehmen, sich auf ihr Technologiedefizit einstellen, sozusagen mit ihm leben können. Und weiter: wie Professionen, für die ein solches Technologiedefizit typisch ist, diesen Mangel kompensieren, überdecken, durch Idealisierungen oder Moralisierungen oder Mißerfolgszurechnungen ausgleichen“ (ebd. S. 15). Der Vorschlag des Beitrags lautet, nun nicht mehr nach objektiven Kausalgesetzen in menschlichen Beziehungen zu suchen, sondern stattdessen nach „Kausalplänen“ zu fragen. Diese sind zu verstehen als selektive Konstellationen von Kausalfaktoren, die als objektiv gegeben unterstellt werden. Das führt zwar zu Verkürzungen und Linearisierungen (wodurch Kausalpläne eigentlich immer falsch seien), allerdings werden durch die Verkürzung auf wenige Faktoren als „die Ursache“ Zurechnungen und Zwecksetzungen möglich (vgl. ebd. S. 18ff.). Im Bezugssystem Unterricht führt das zu operativ eingesetzten Komplexitätsreduktionen, zu verkürzten Kausalplänen, an denen Beteiligte sich selbst in Bezug auf sich selbst und in Bezug auf andere orientieren. „Das ist die einzige Basis jeder möglichen Theorie“ (ebd. S. 19) und damit ist sie auch radikal „subjektiv“ angelegt.
Um nun zu analysieren, welche Kausalpläne im System in Gebrauch sind, muss nochmal in zwei Ebenen unterschieden werden. Zum einen die Steuerungsebene, auf der das Management und die Wissenschaft angesiedelt sind, und zum anderen die technische Ebene (des Unterrichts). Diese Differenz ist wichtig zu beachten, um die unterschiedlichen Faktoren in der Entwicklung und Nutzung von Kausalplänen nachvollziehen zu können. So besitzen die im Unterricht Handelnden (die wiederum in Lehrende und Lernende unterschieden werden können) andere Kausalpläne als Beobachter oder beurteilende Menschen, die der Steuerungsebene zuzurechnen sind. Während letztgenannte stärker präjudizierend agieren (und damit auf scheinbar feste Personenmerkmale verkürzen), aus den Informationen und Handlungen allgemeine Erklärungen und Generalisierungen sowie sichere Erkenntnisse generieren wollen, verfügen Handelnde im Unterricht in der Regel über mehr konkrete Informationen, urteilen stärker geschichtlich orientiert und handeln bzw. beurteilen eher situationsrelativ. Dies hat zum einen Konsequenzen für Theorieentwürfe, die fast immer auf der Steuerungsebene entwickelt werden, und zum anderen Bedeutung für die unterschiedlichen Bewertungen der Handlungen im Unterricht. Luhmann und Schorr fordern daher, dass diese Differenz der Ebenen beachtet und die darin agierenden Personen ihre Rollen und damit ihre Kausalpläne reflektieren müssten (vgl. ebd. S. 24f.). Nach dem Verweis auf die Schwierigkeit der Rationalität, die über Kausalpläne nicht zu gewinnen ist, bilanziert der Beitrag noch einmal systemtheoretisch das Technologiedefizit und macht abschließend darauf aufmerksam, dass das Technologieproblem im Unterricht möglicherweise „zu allererst ein Zeitproblem [ist]“ (ebd. S. 32).

## Bedeutung für die Pädagogik
Luhmann und Schorr verweisen mit dem Begriff auf die grundsätzliche und nicht zu überwindende Schwierigkeit einer fehlenden linearen Kausalität zwischen der Absicht einer erziehenden Person und der tatsächlich auftretenden Wirkung beim Zu-Erziehenden. Anders als beim Bild des Nürnberger Trichters kann ein Lernprozess immer nur angeregt, aber nie direkt erzielt werden. Dass die Idee allein schon nicht wünschenswert sei, darauf verweist Roland Reichenbach mit Bezug auf Dietrich Benner, da eine zu 100 % formende Erziehung die Freiheit des Kindes nicht mehr anerkennt und daher als „unmenschlich“ zu verurteilen sei. Dennoch gibt es immer wieder Bestrebungen, die Erziehung „erfolgreicher“ zu gestalten, vor allem jene empirischen Forschungsbereiche, die an evidenzbasierten Verfahren (wie in der Medizin) interessiert sind. Dass diese allerdings nicht nur nicht-intendierte Effekte, sondern auch wenig Erfolg zeitigen, darauf geht unter anderem Hermann Giesecke ein. Er weist darauf hin, dass das Technologiedefizit in der Erziehung zwar begründbar und beschreibbar sei, aber prinzipiell eben nicht aufzuheben. So ist trotz aller Versuche der empirischen Forschung und der Politik, konkretere Handlungsanweisungen zu formulieren, kaum bis kein erkennbarer Ertrag für die pädagogische Praxis generiert worden. Erziehung muss ganz offensichtlich immer mit dem Umstand der (doppelten) Kontingenz umgehen, also der grundlegenden Ungewissheit und Offenheit im menschlichen Handeln.

## Rezeption in der Pädagogik (Auswahl)
Heinz-Hermann Krüger zählt in seinem wissenschaftlichen Beitrag zu einem erziehungswissenschaftlichen Kompendium aus dem Jahr 2008 die von Luhmann und Schorr formulierte – und durch diese und andere weiterentwickelte – systemtheoretische Position zu den sechs Grundpositionen in der Erziehungswissenschaft und bilanziert, dass „inzwischen Ansätze systemtheoretischen Denkens in fast allen erziehungswissenschaftlichen Teildisziplinen aufgegriffen [wurden]. Zudem haben die Vertreter dieser Theorierichtung in konkreten sozialgeschichtlichen und aktuellen empirischen Studien deutlich gemacht, worin die große Anregungskapazität dieser Theorie vor allem steckt, nämlich für eine forschende Erziehungswissenschaft, die Beobachterwissen über die historische Entwicklung sowie die Paradoxien des Erziehungssystems, der Erziehungspraxis und der Erziehungsreflexion erzeugt, einen sozialwissenschaftlichen Bezugs- und Erklärungsrahmen bereitstellen zu können“ (S. 260f).
Andere Erziehungswissenschaftler, wie zum Beispiel der historische Bildungsforscher Heinz-Elmar Tenorth, haben hingegen kritisch auf die These des Technologiedefizits geantwortet und verweisen vor allem auf den viel zu eng formulierten Wirkungsbegriff in der Theorieentwicklung Luhmanns. Darüber hinaus nehmen weitere Fachbücher im Bereich der Pädagogik immer wieder Bezug auf die These des Technologiedefizits. So zum Beispiel zu finden in Beiträgen von Marcelo Caruso und Alfred Schäfer zum Thema der Verachtung der Pädagogik (2007). Ausführlich auseinandergesetzt wird sich mit der These von Luhmann und Schorr unter anderem in der Festschrift „Erziehung in der Moderne“ (2003). Darin findet sich von Egbert Witte eine differenzierte Beschreibung des Technologiedefizits.
Ob nun kritische Auseinandersetzung oder (lediglich) Verweis auf den Begriff und die Bedeutung des Technologiedefizits, in vielen Einführungs- und Übersichtswerken lässt sich eine Auseinandersetzung oder zumindest ein Bezug auf den Begriff des Technologiedefizits in der Erziehung ausmachen.